# Biserica Sfântul Nicolae din Retiș
Biserica „Sfântul Ierarh Nicolae” este un monument istoric aflat pe teritoriul satului Retiș, comuna Brădeni, județul Sibiu.

## Istoric și trăsături
Biserica a fost construită în anul 1811, pe locul unei bisericuțe de lemn și pe cheltuiala credincioșilor. Târnosirea a fost făcută în anul 1823 de mitropolitul Vasile Moga.
Are formă de navă și iconostas din zid. Bolta naosului a fost pictată între anii 1880-1890. Numele pictorului principal nu se cunoaște, iar ajutorul lui a fost Visarion Cătană din Retiș.

## Imagini din exterior

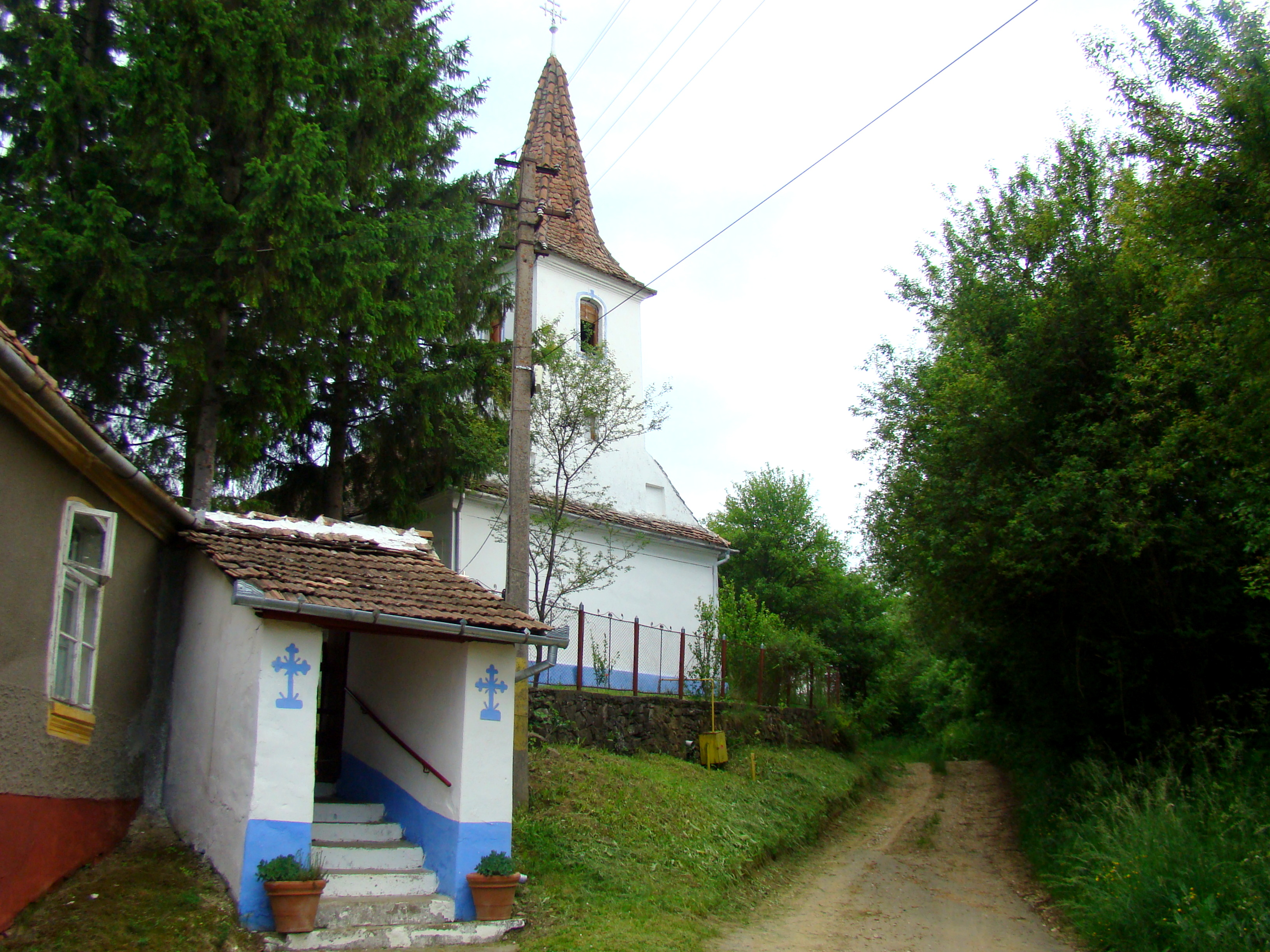
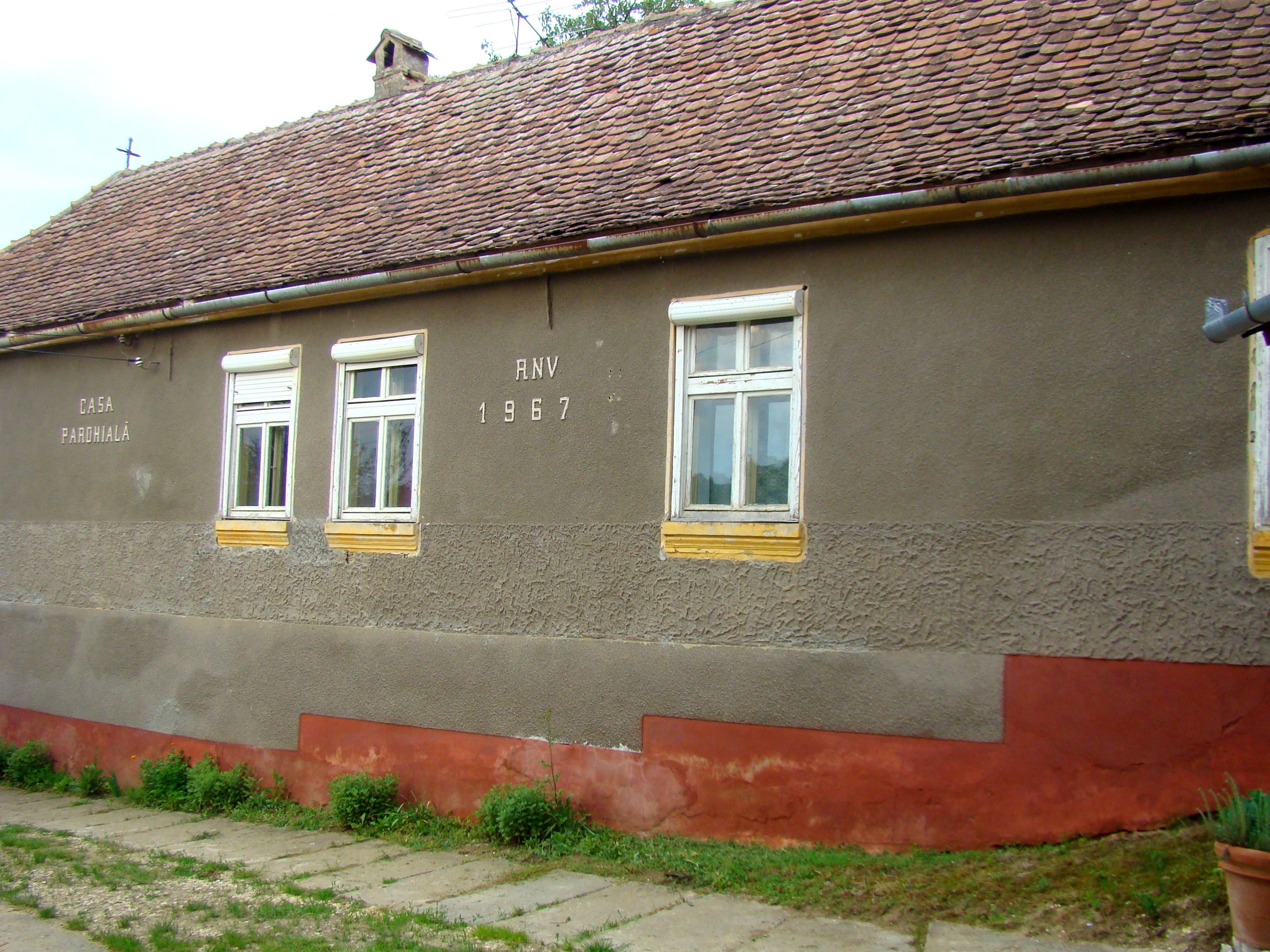
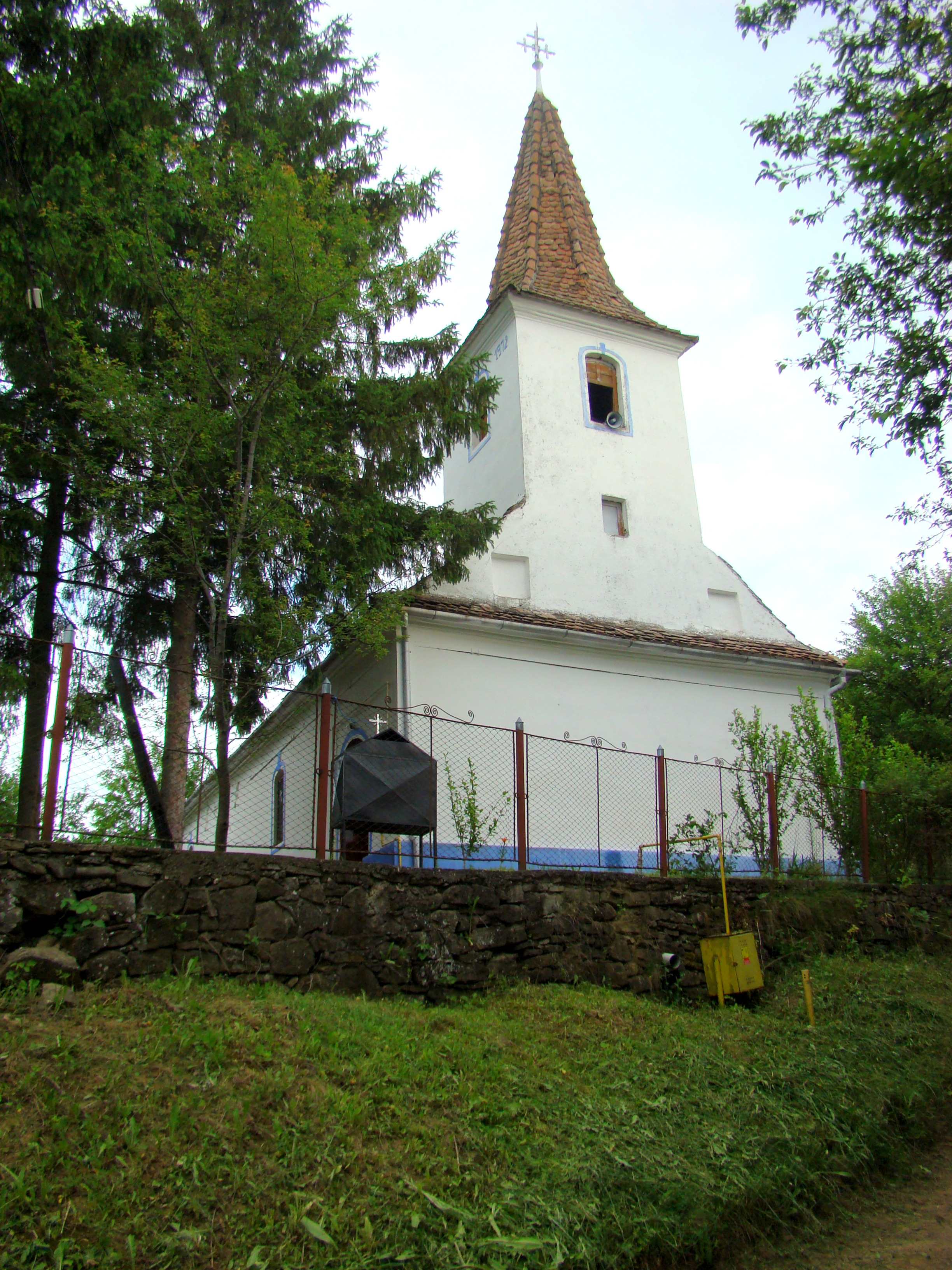
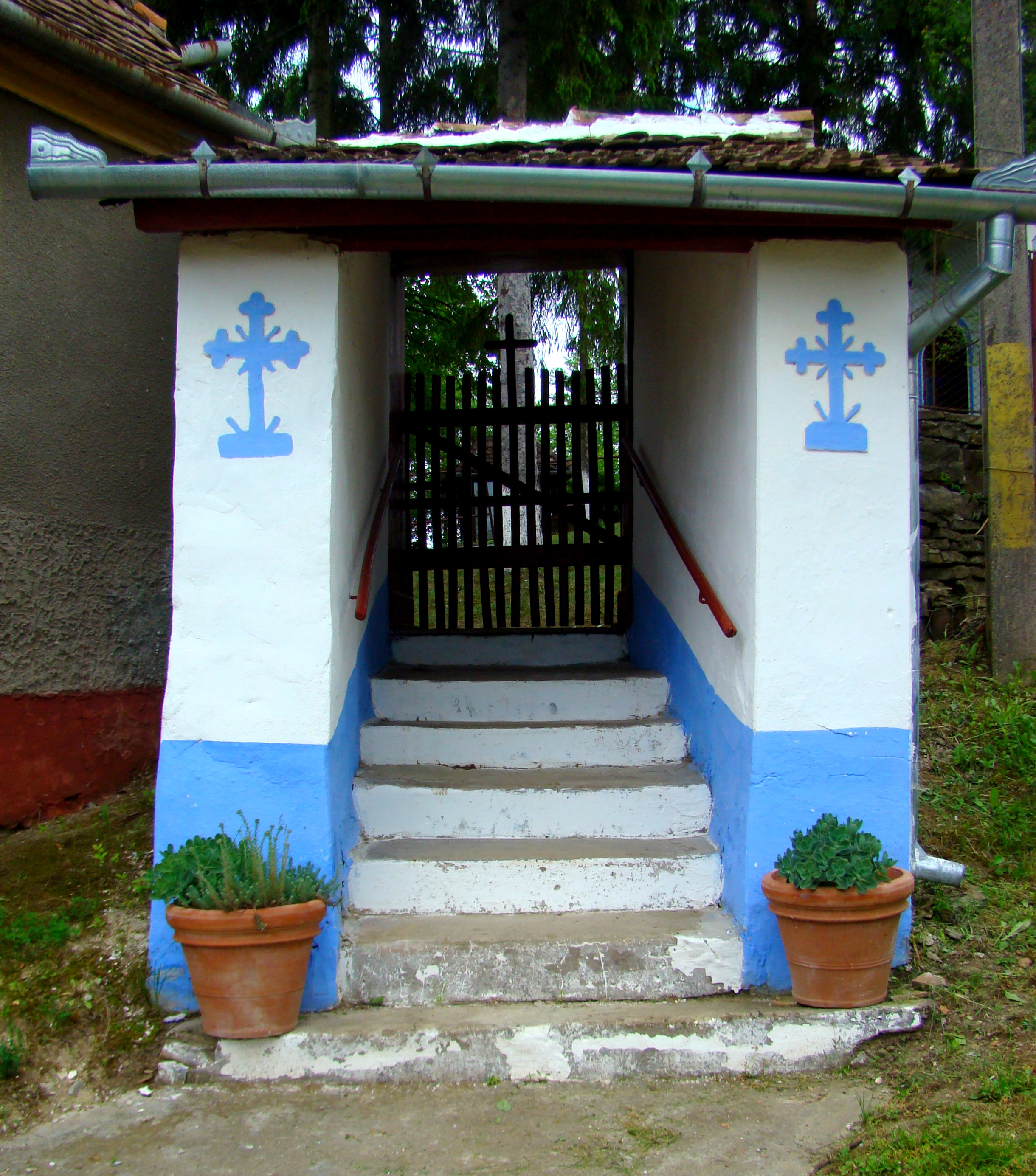
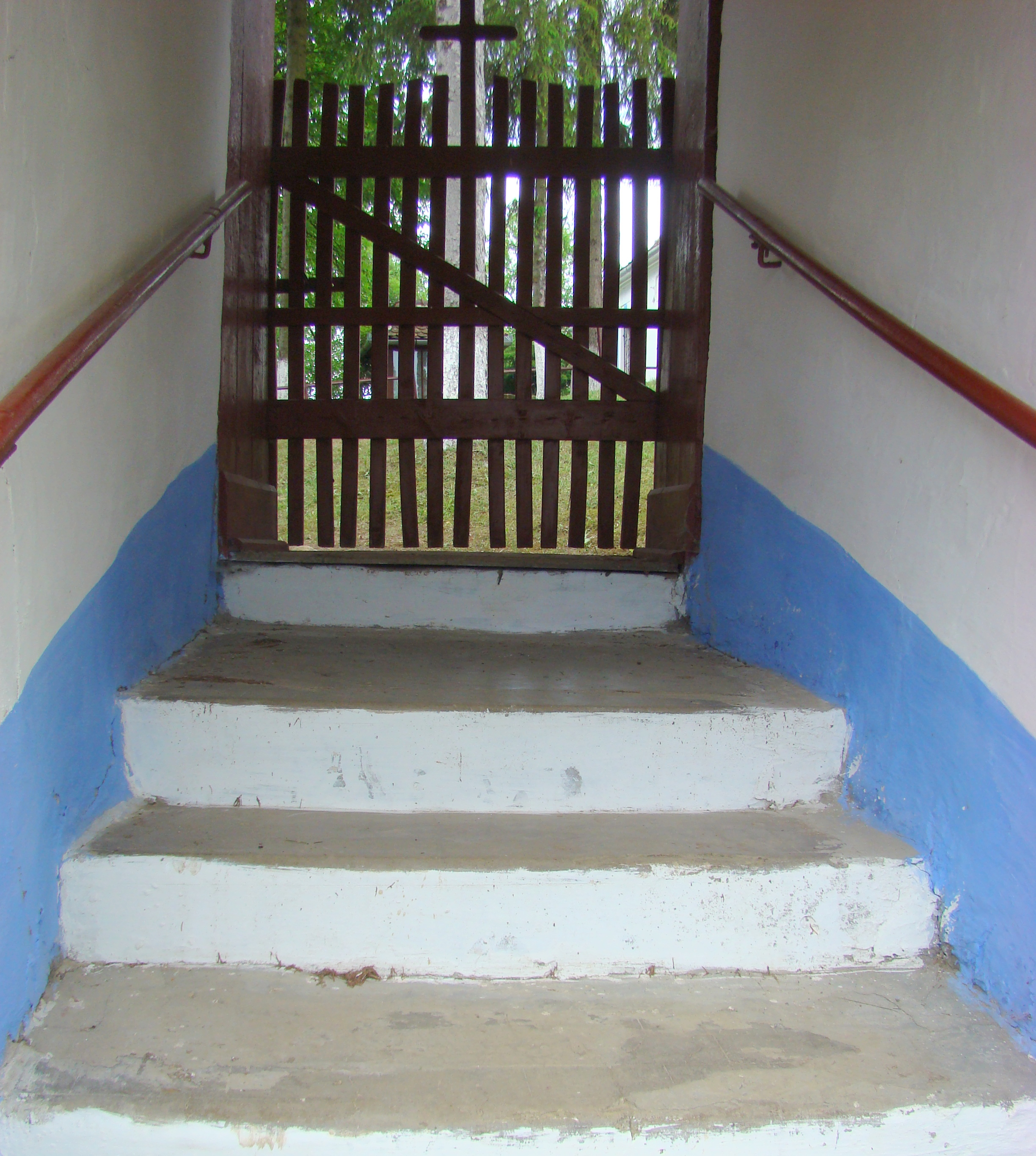
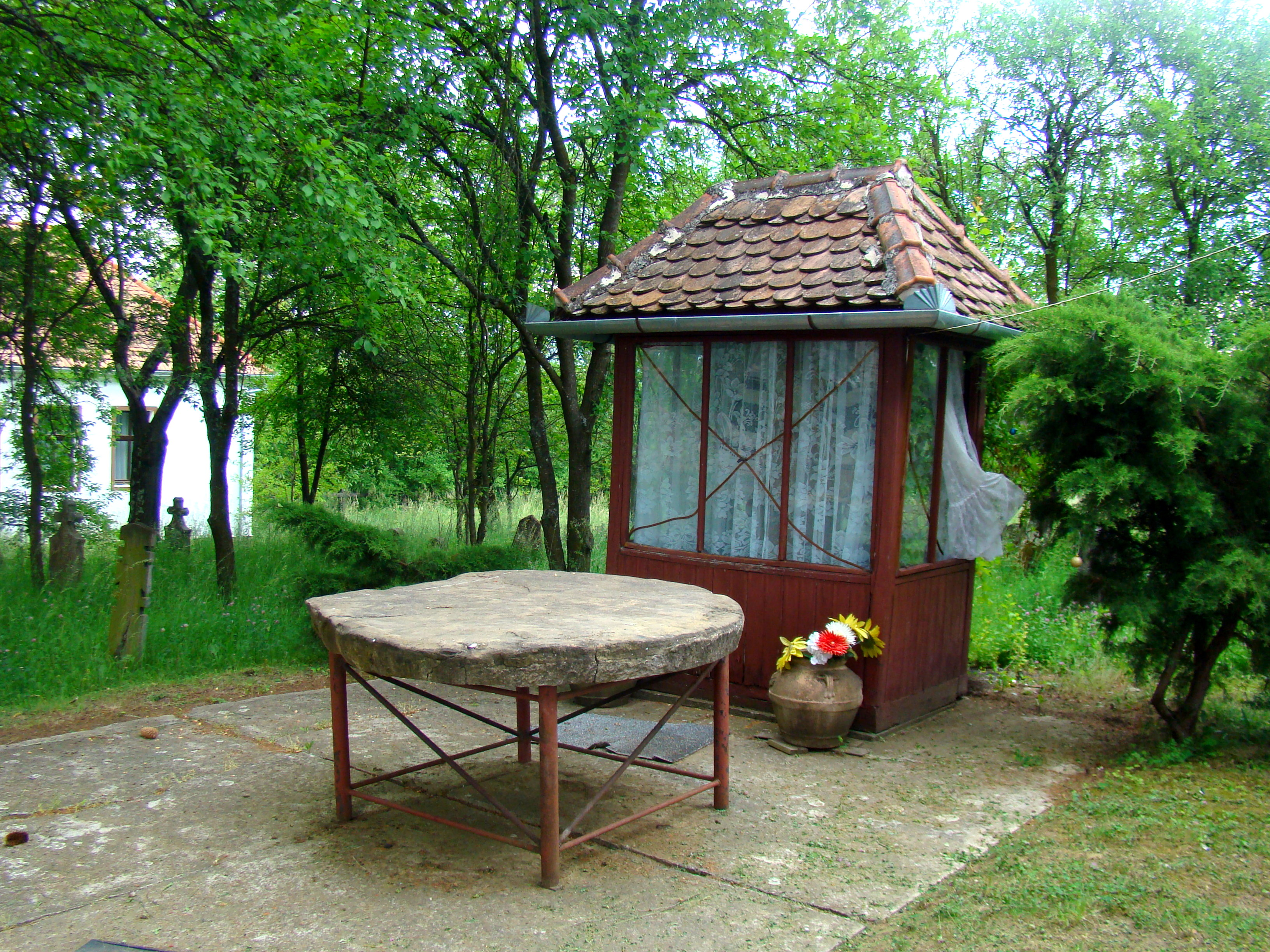
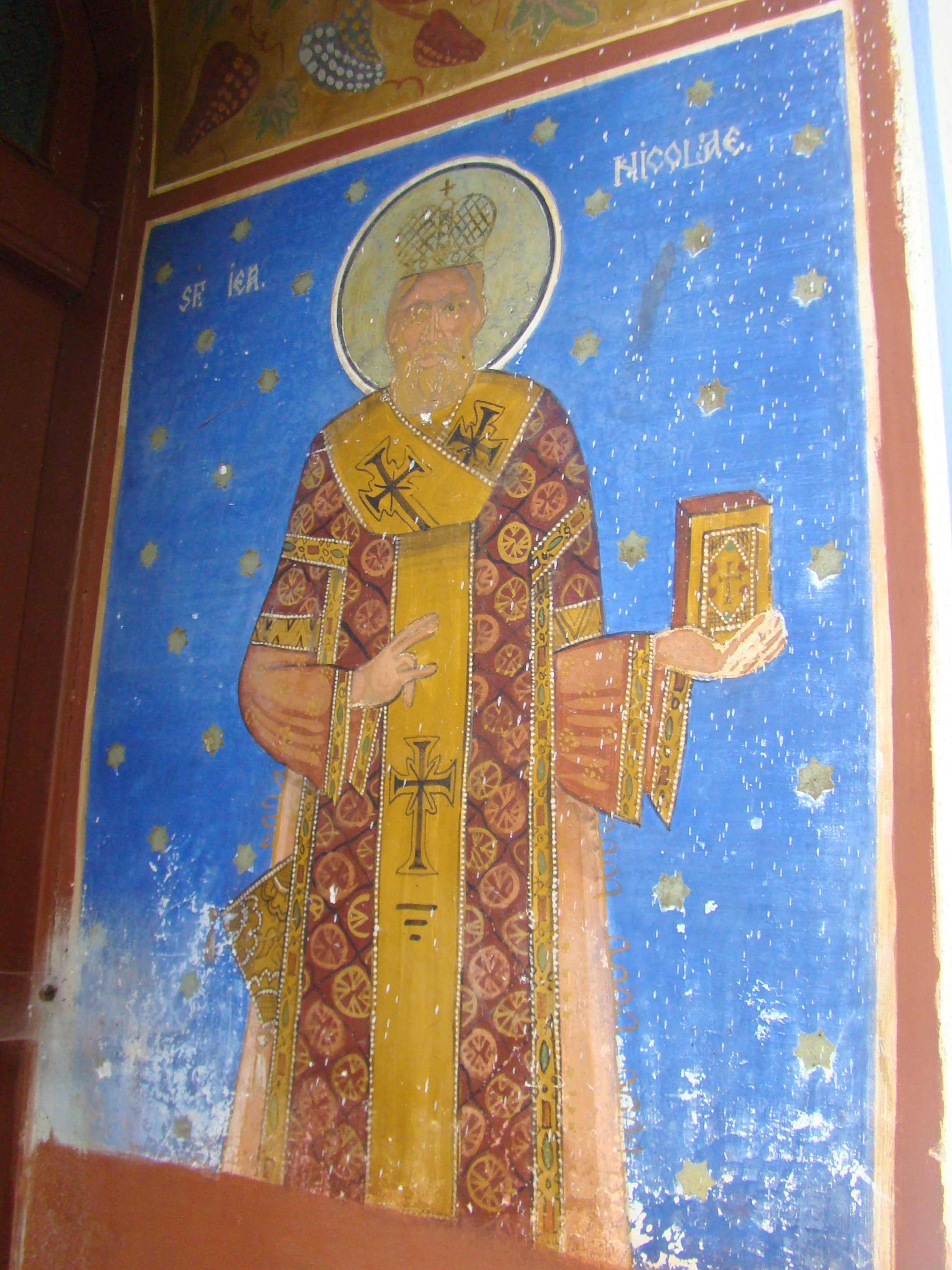
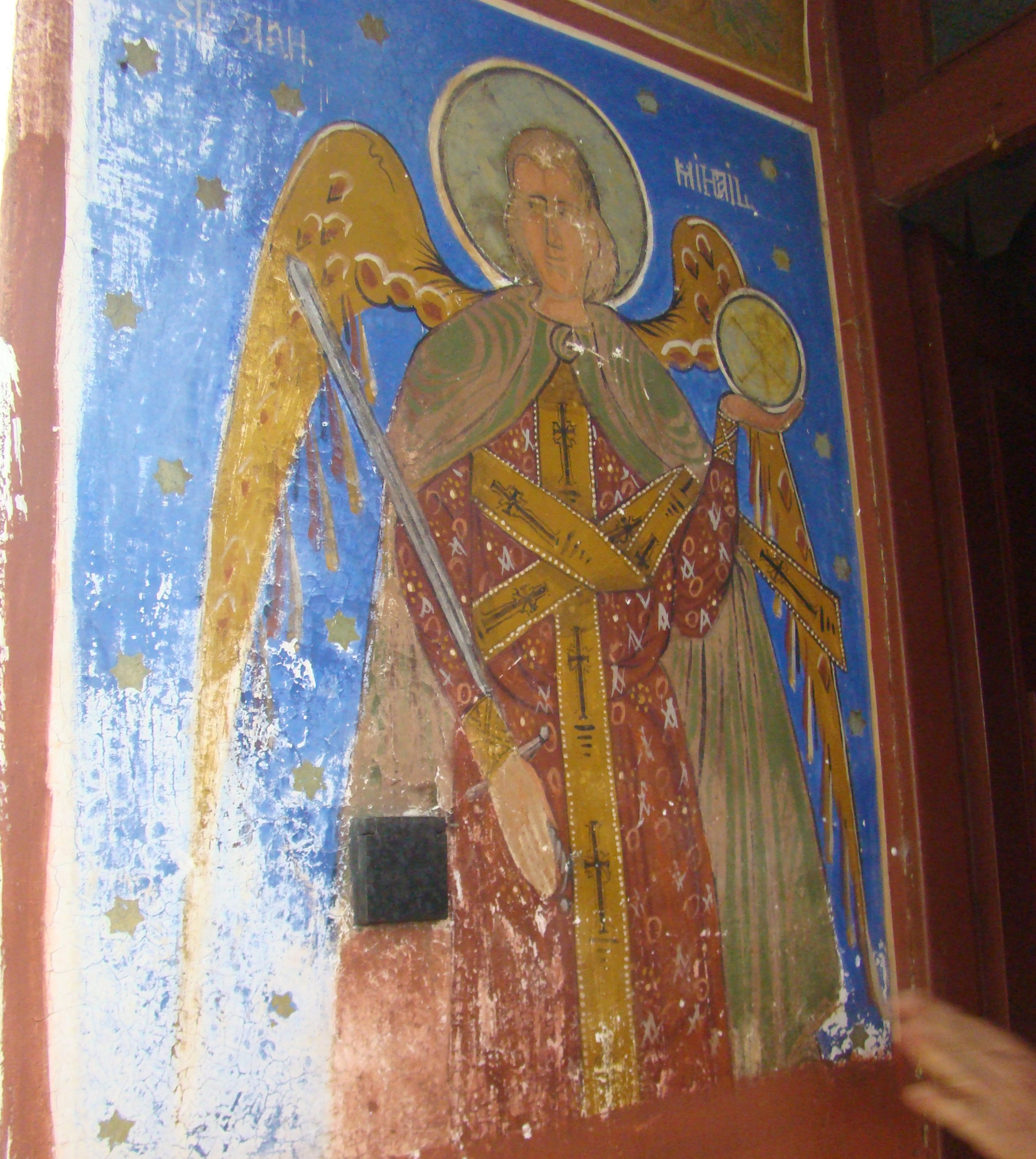
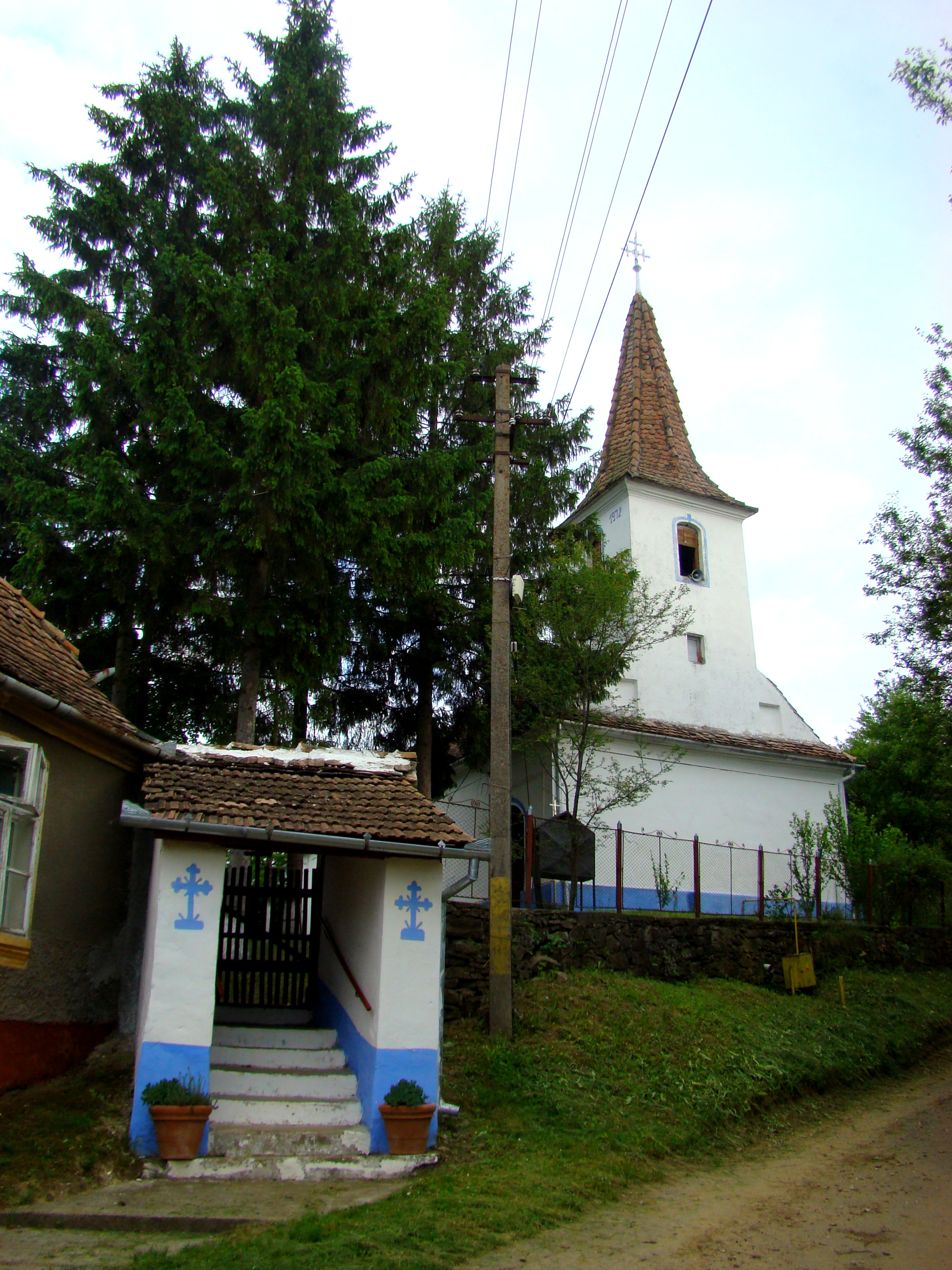

## Imagini din interior

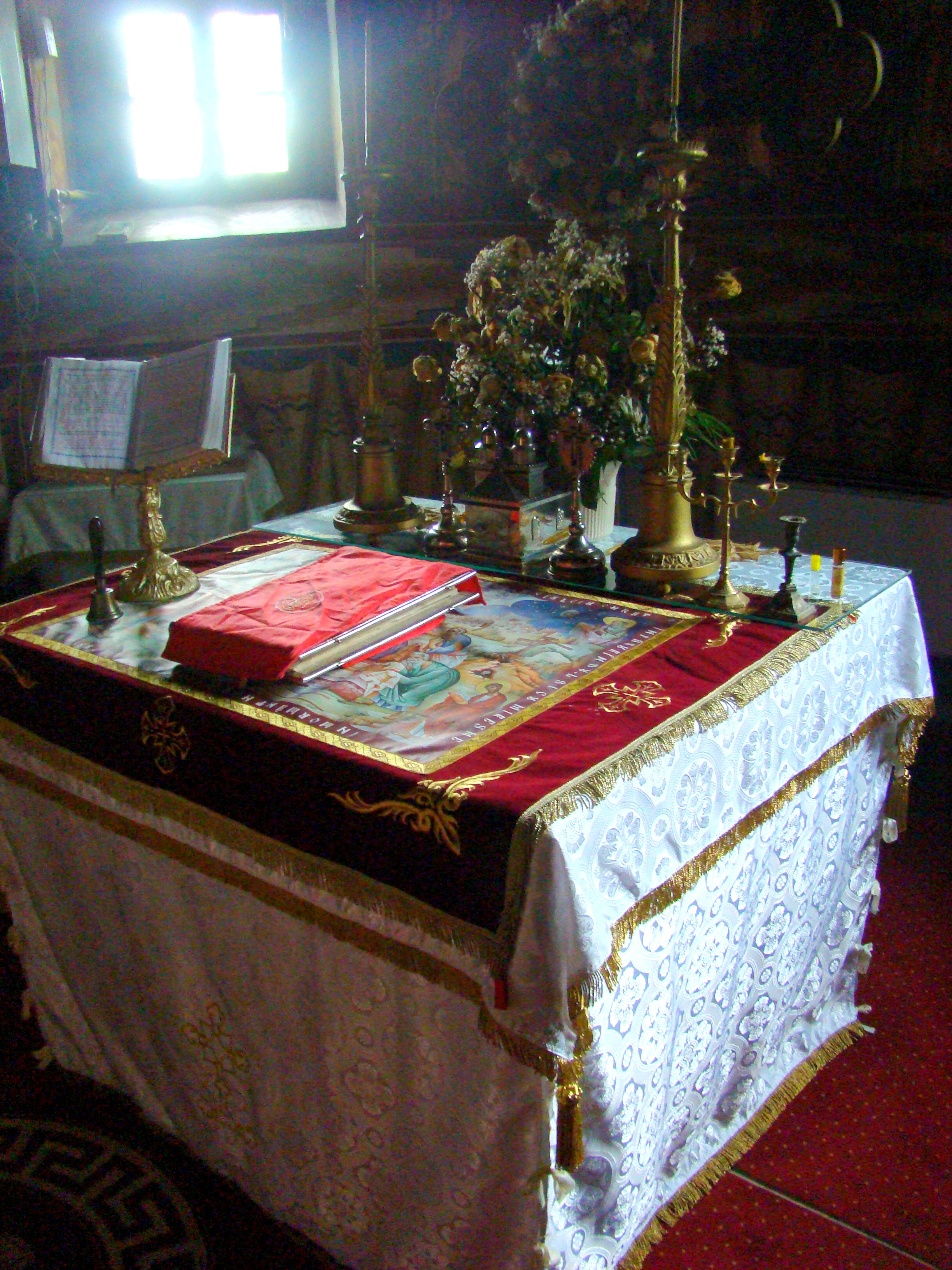
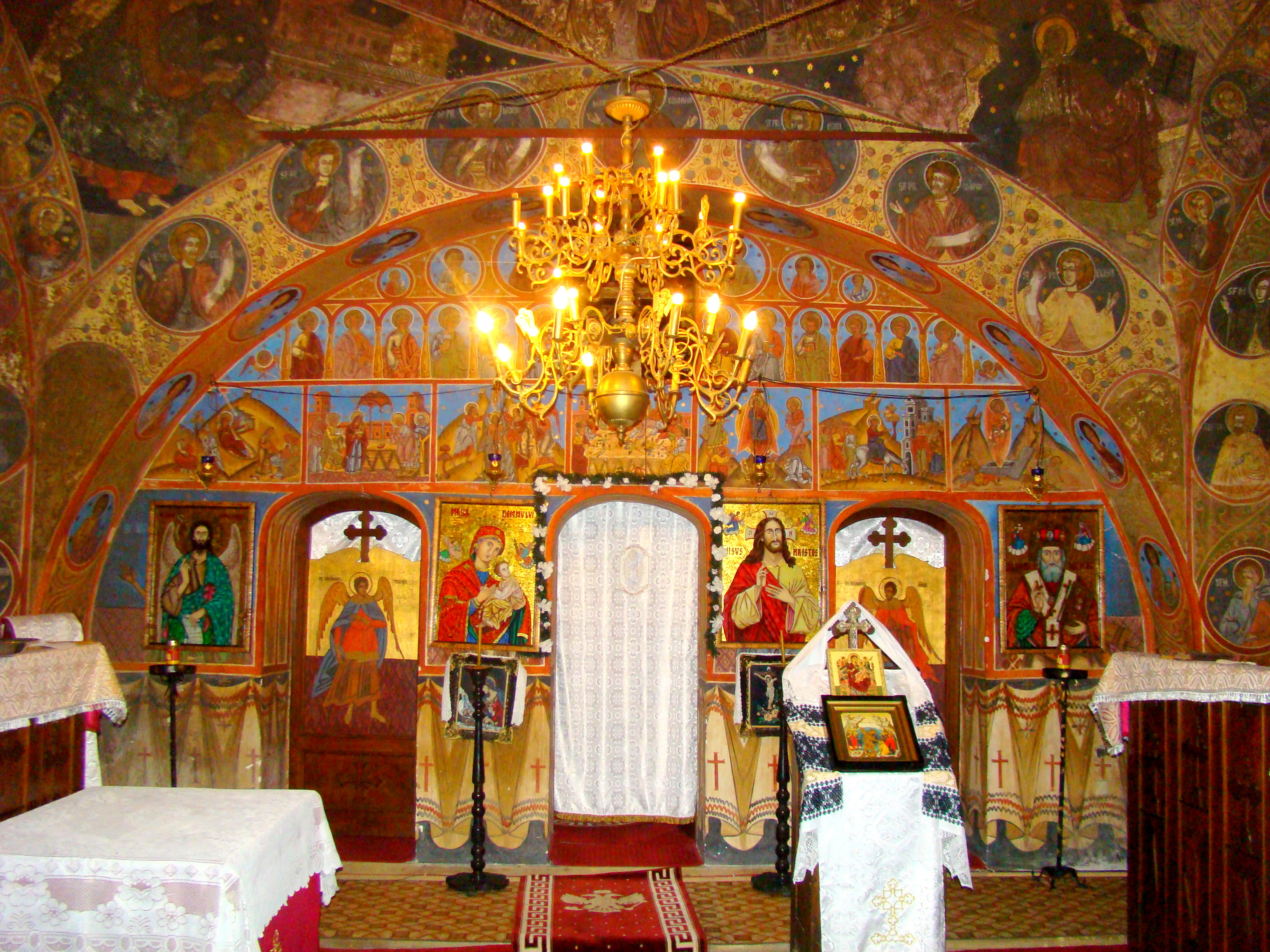
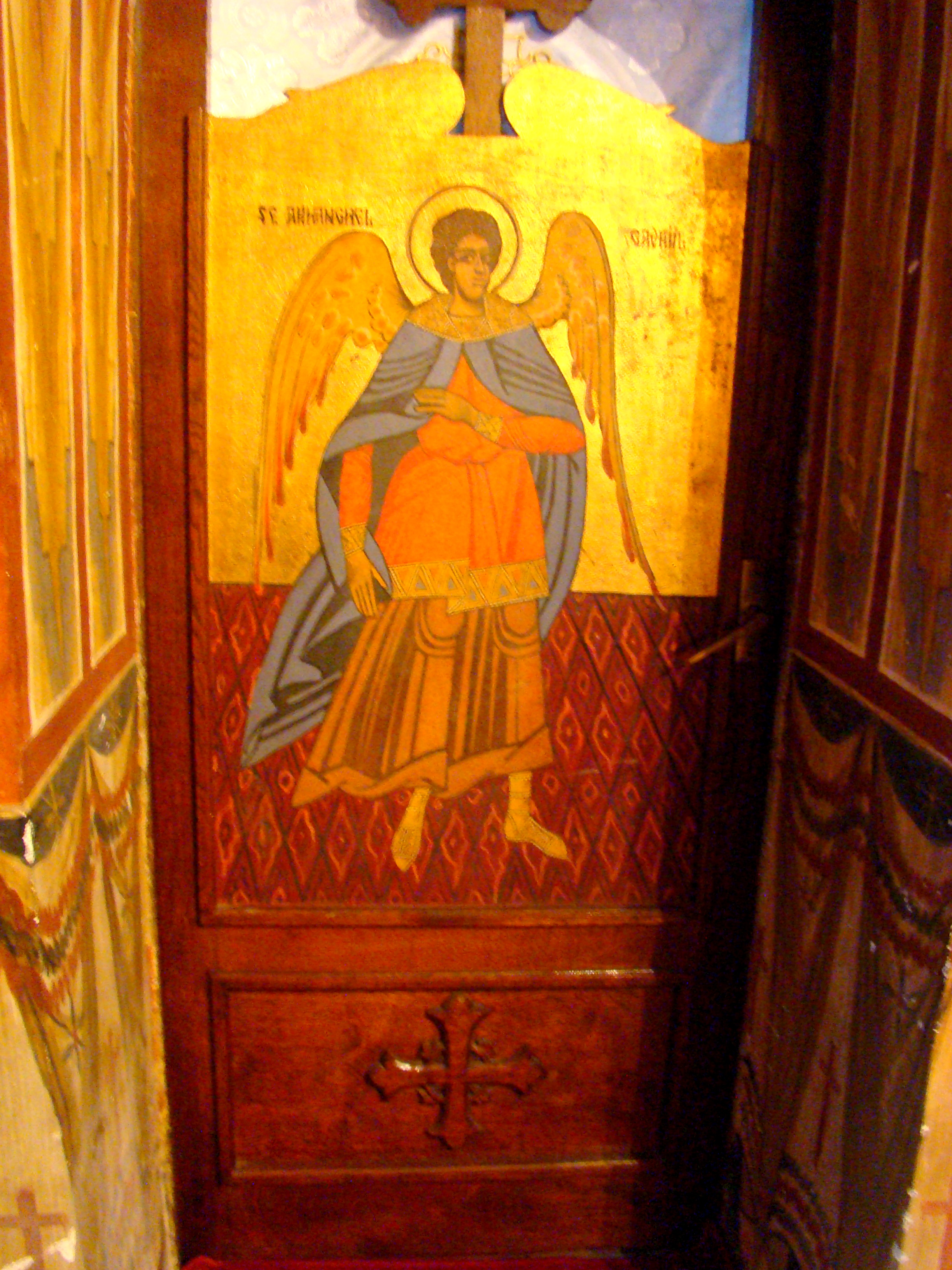
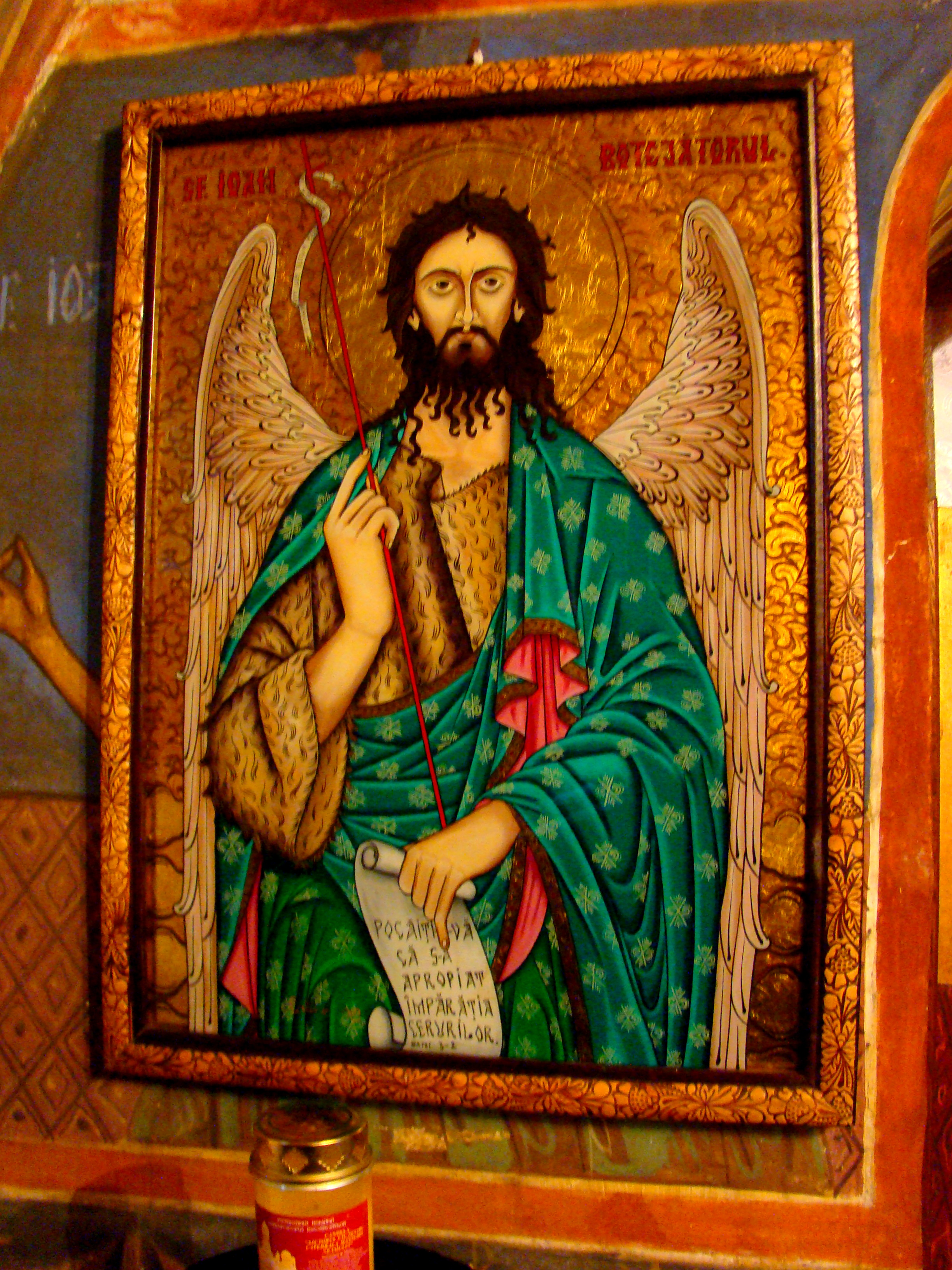
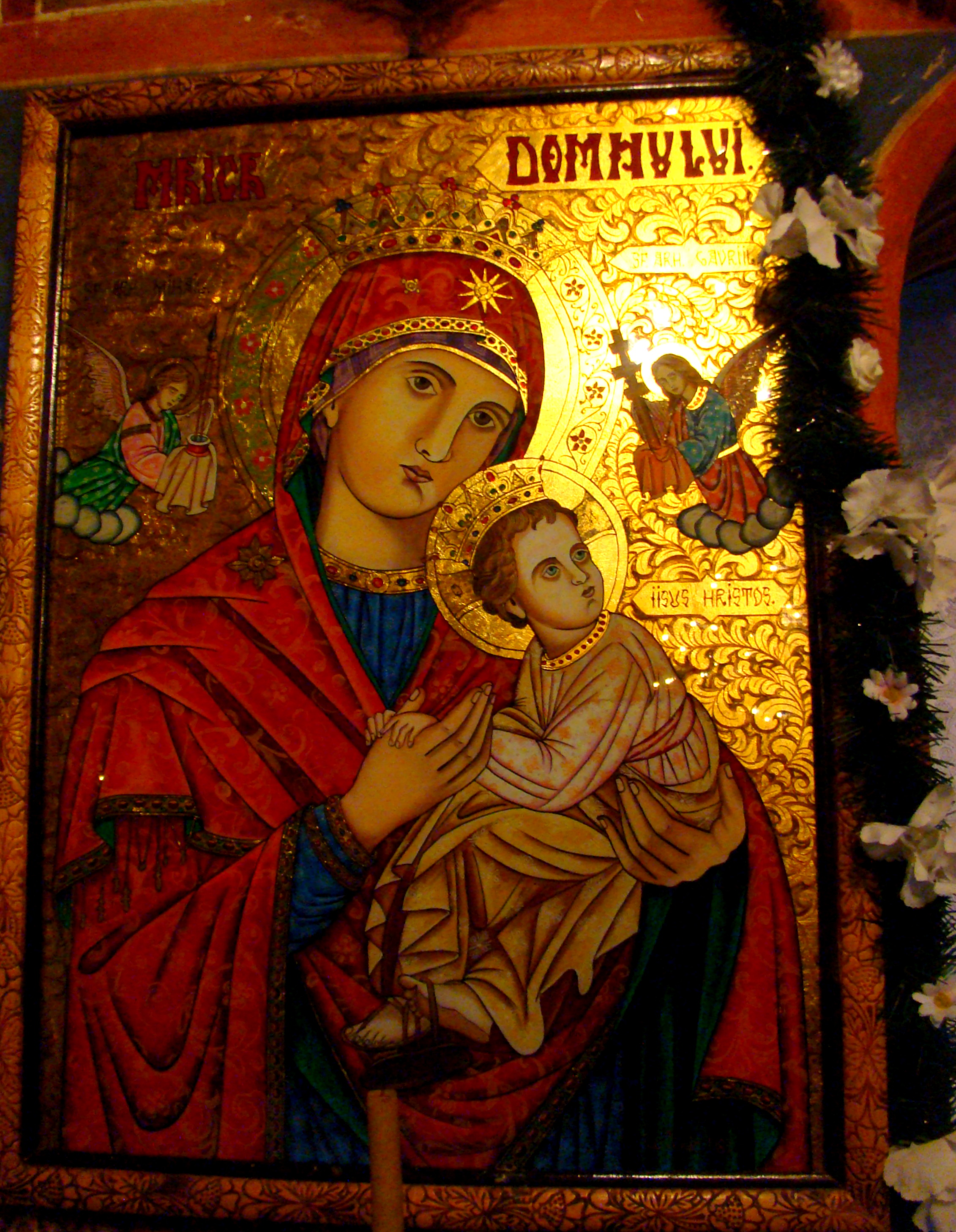
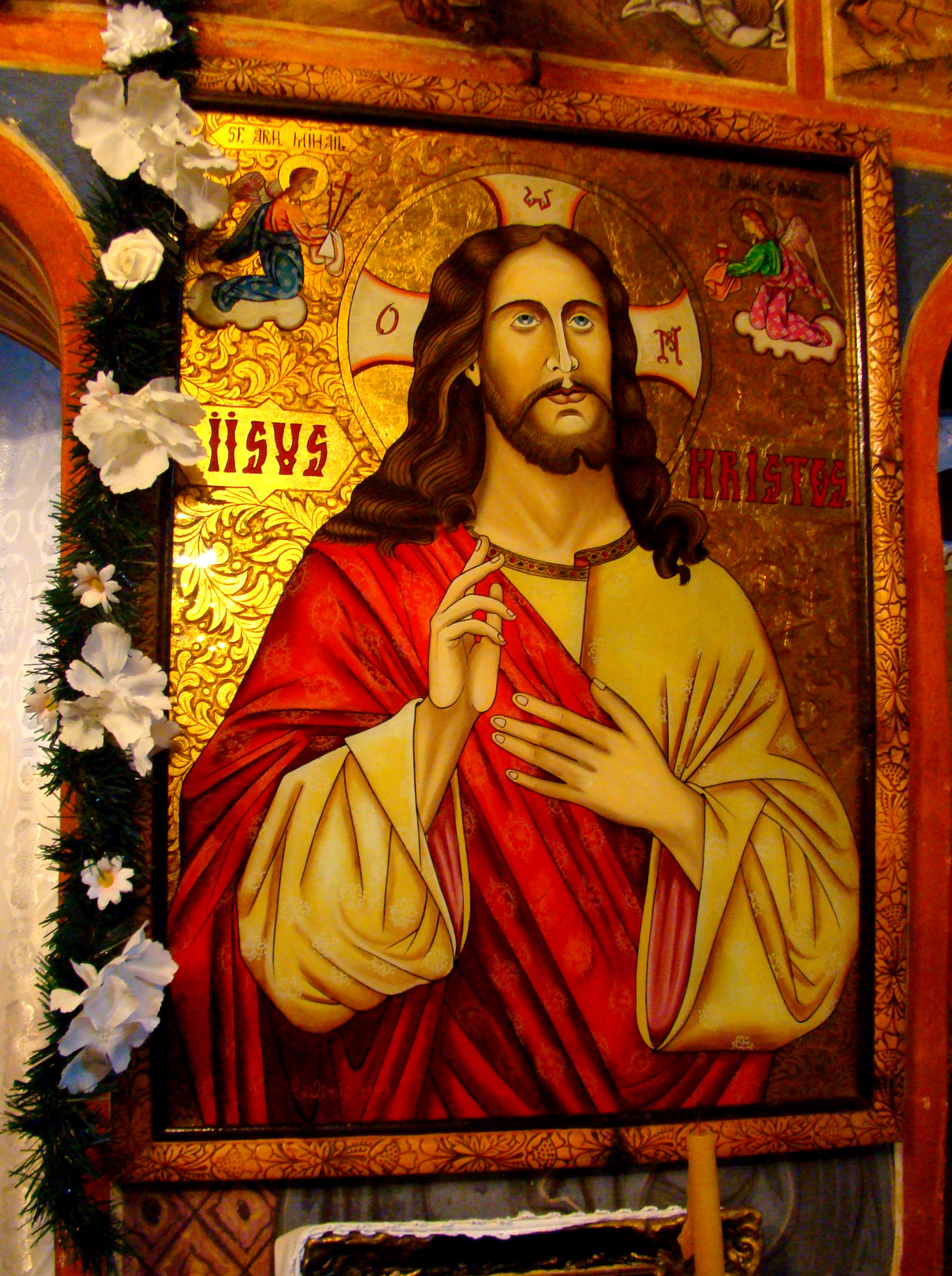
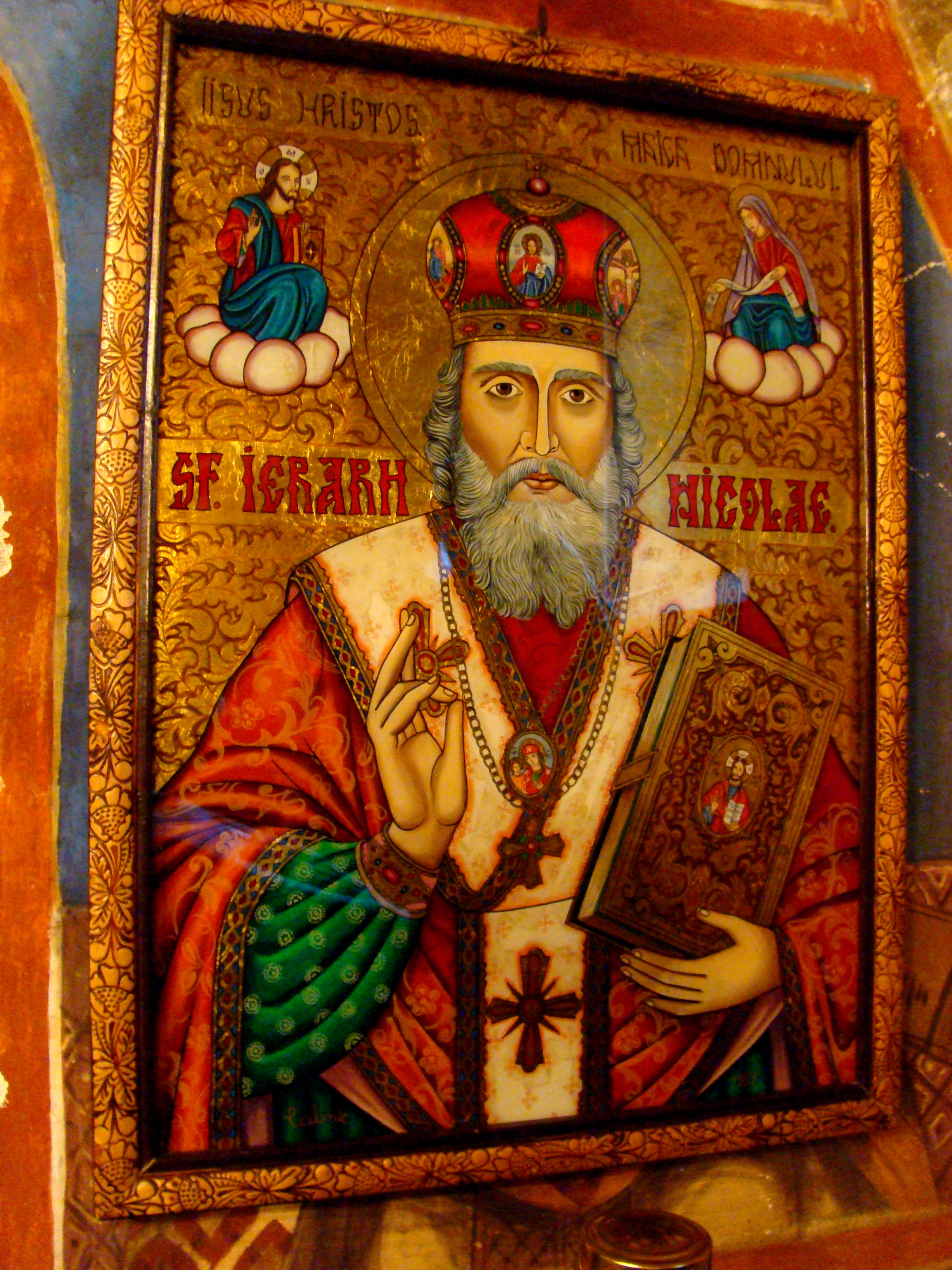
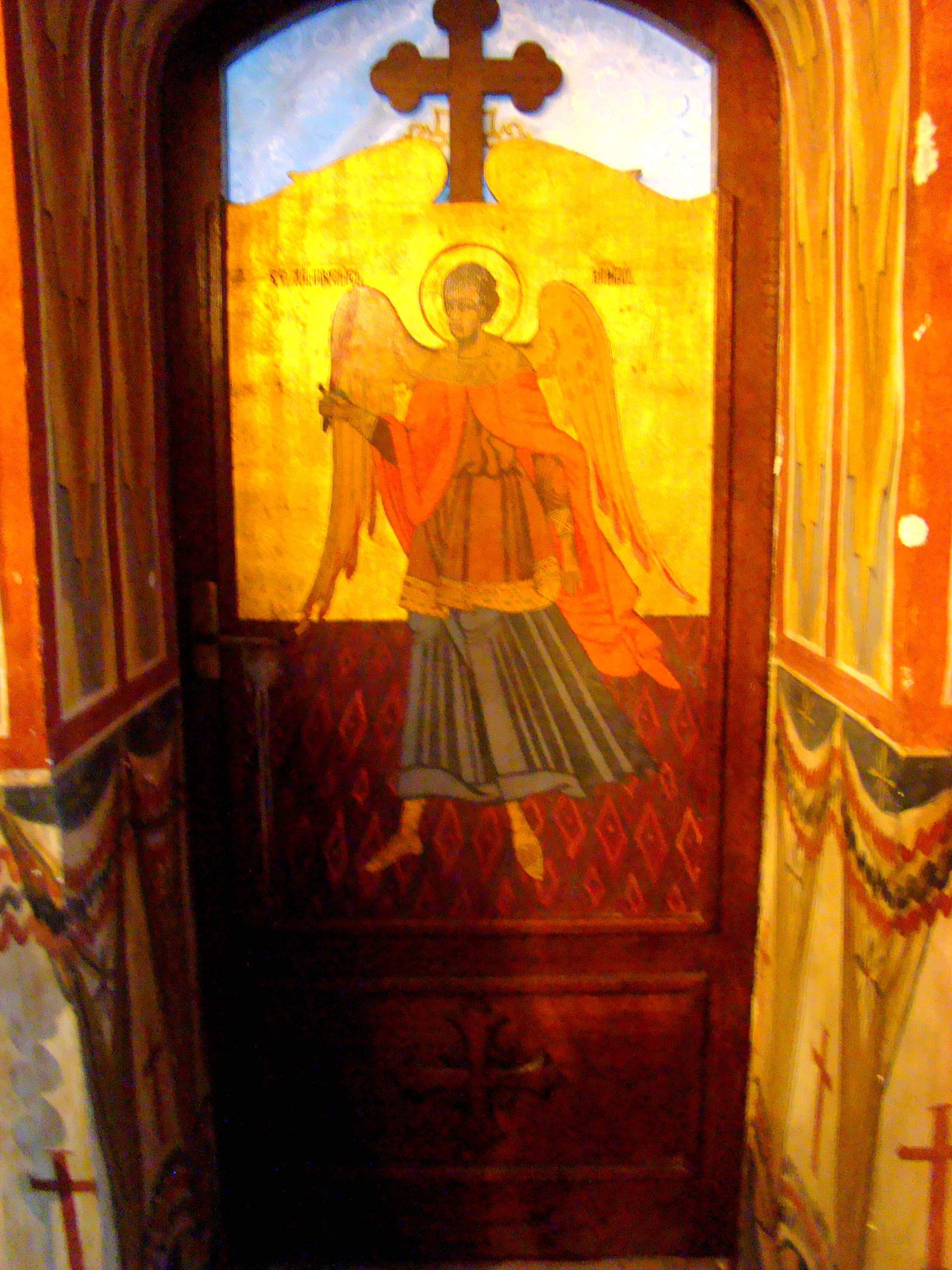
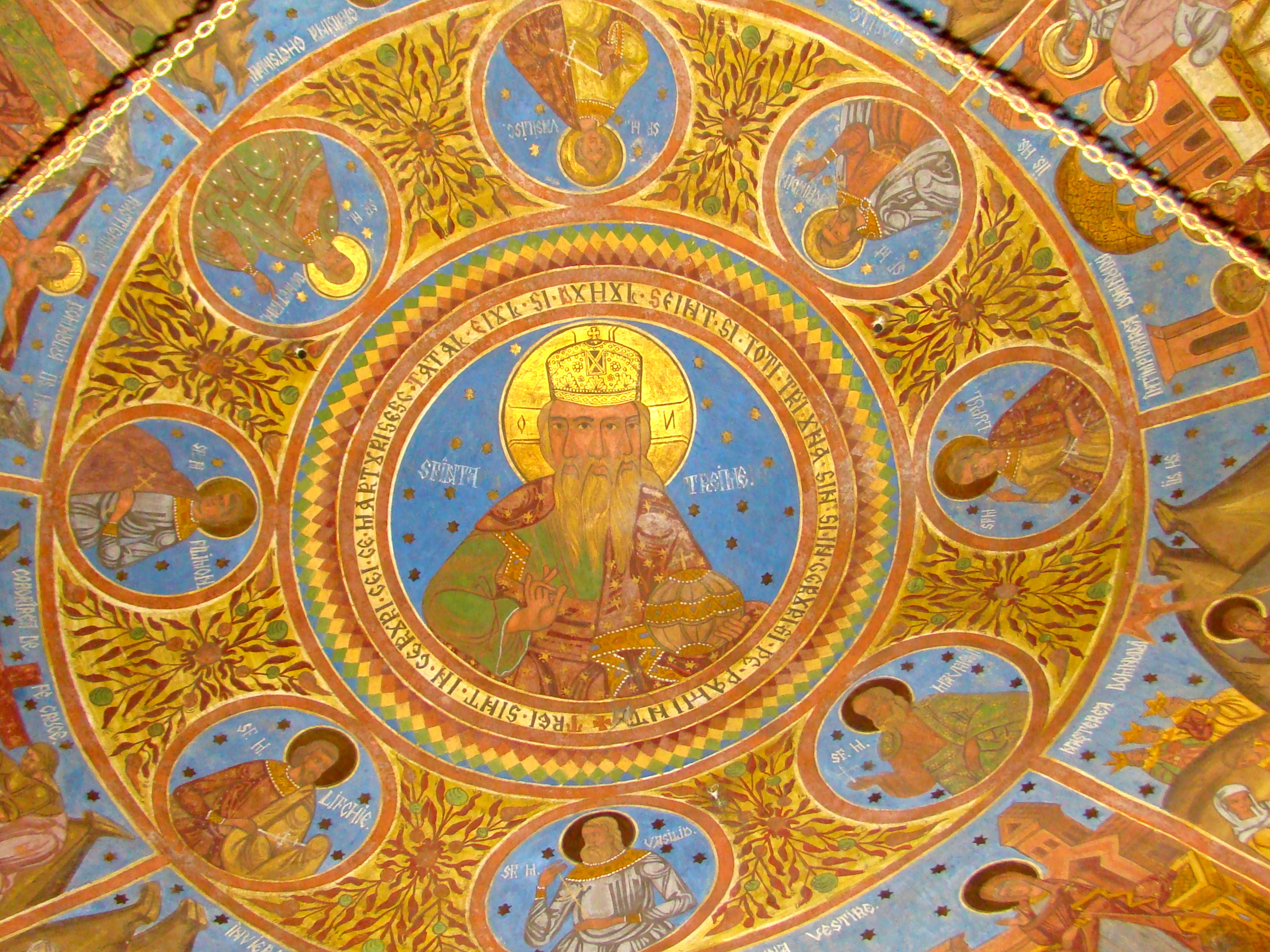
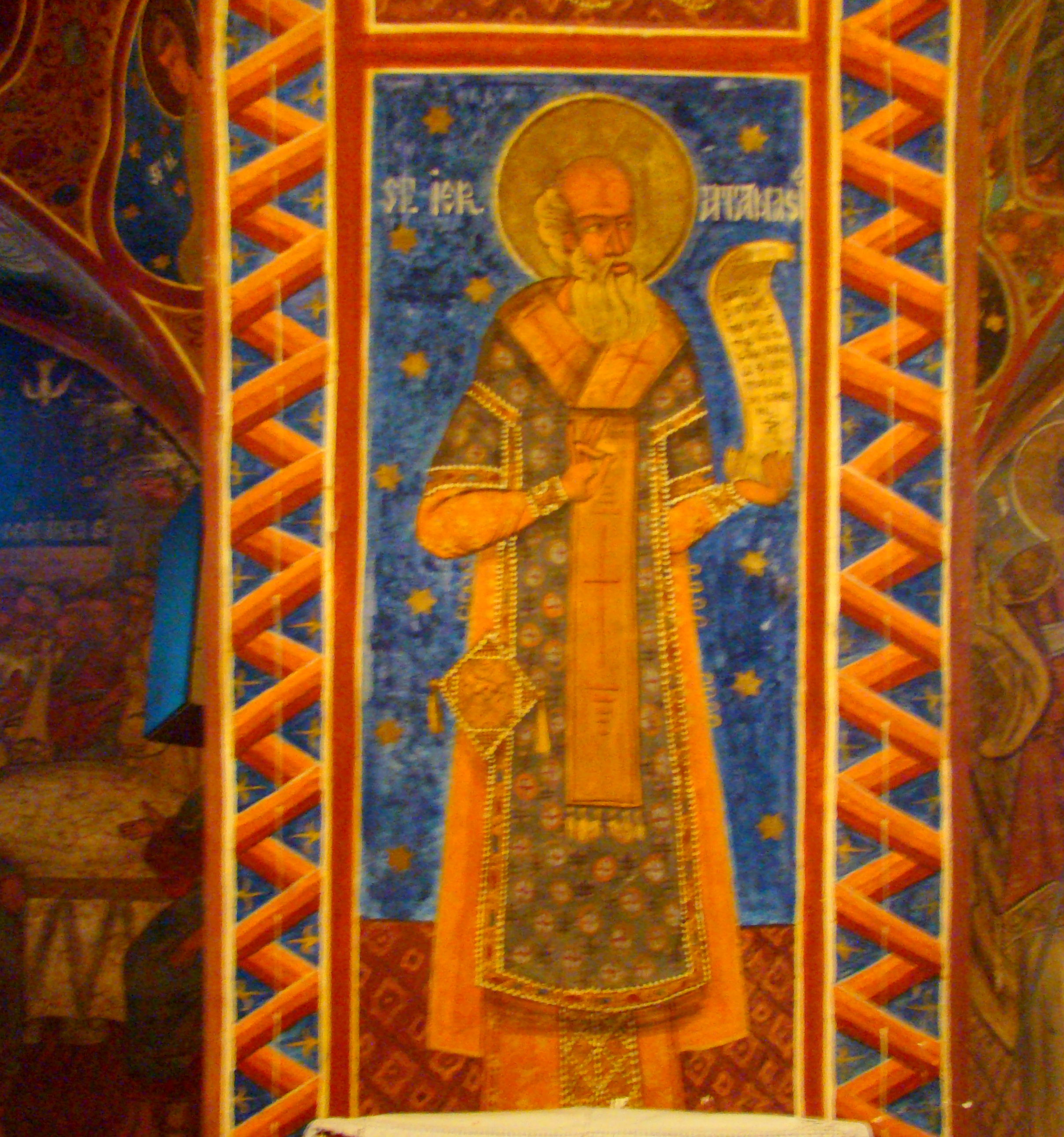
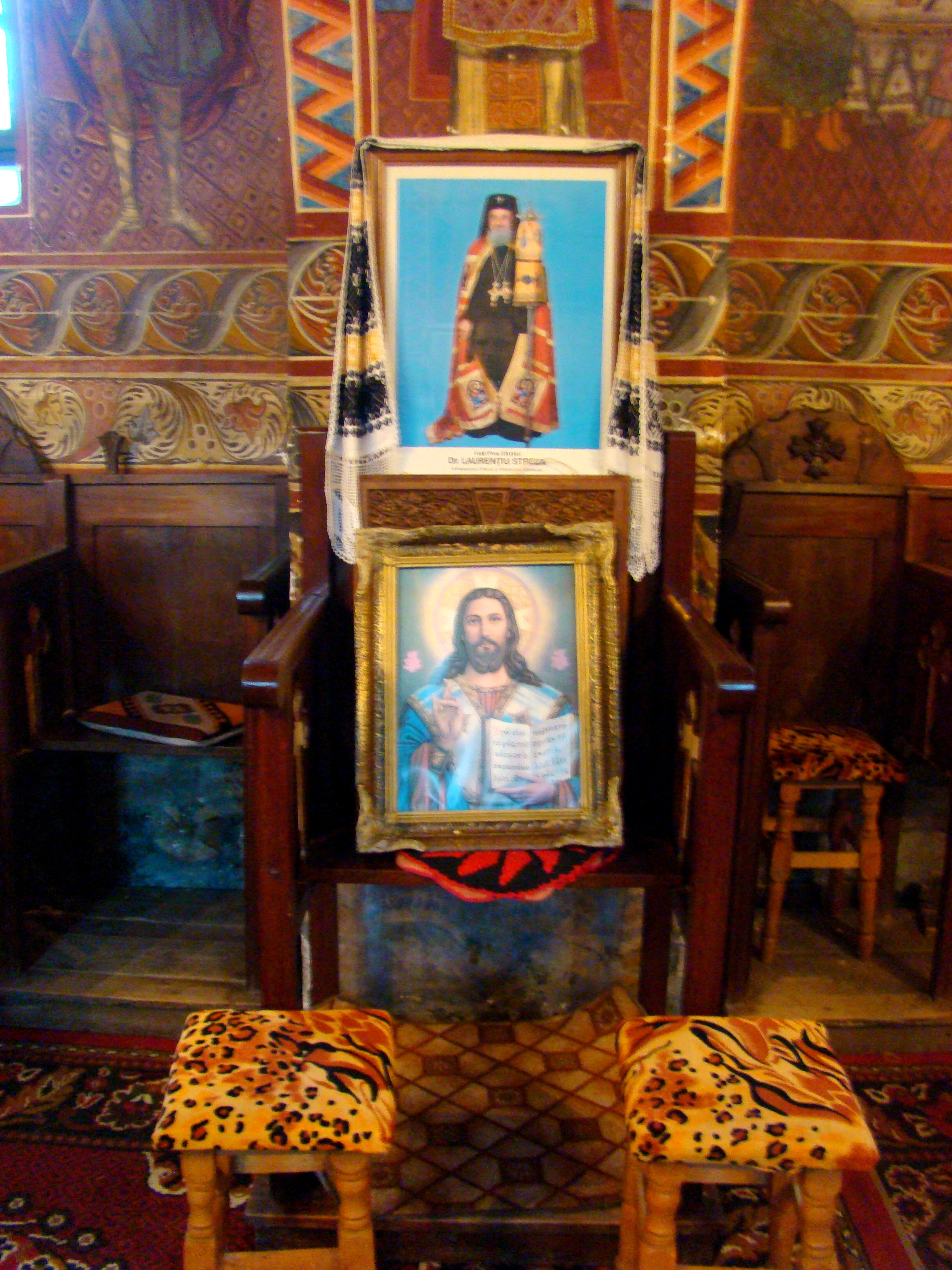
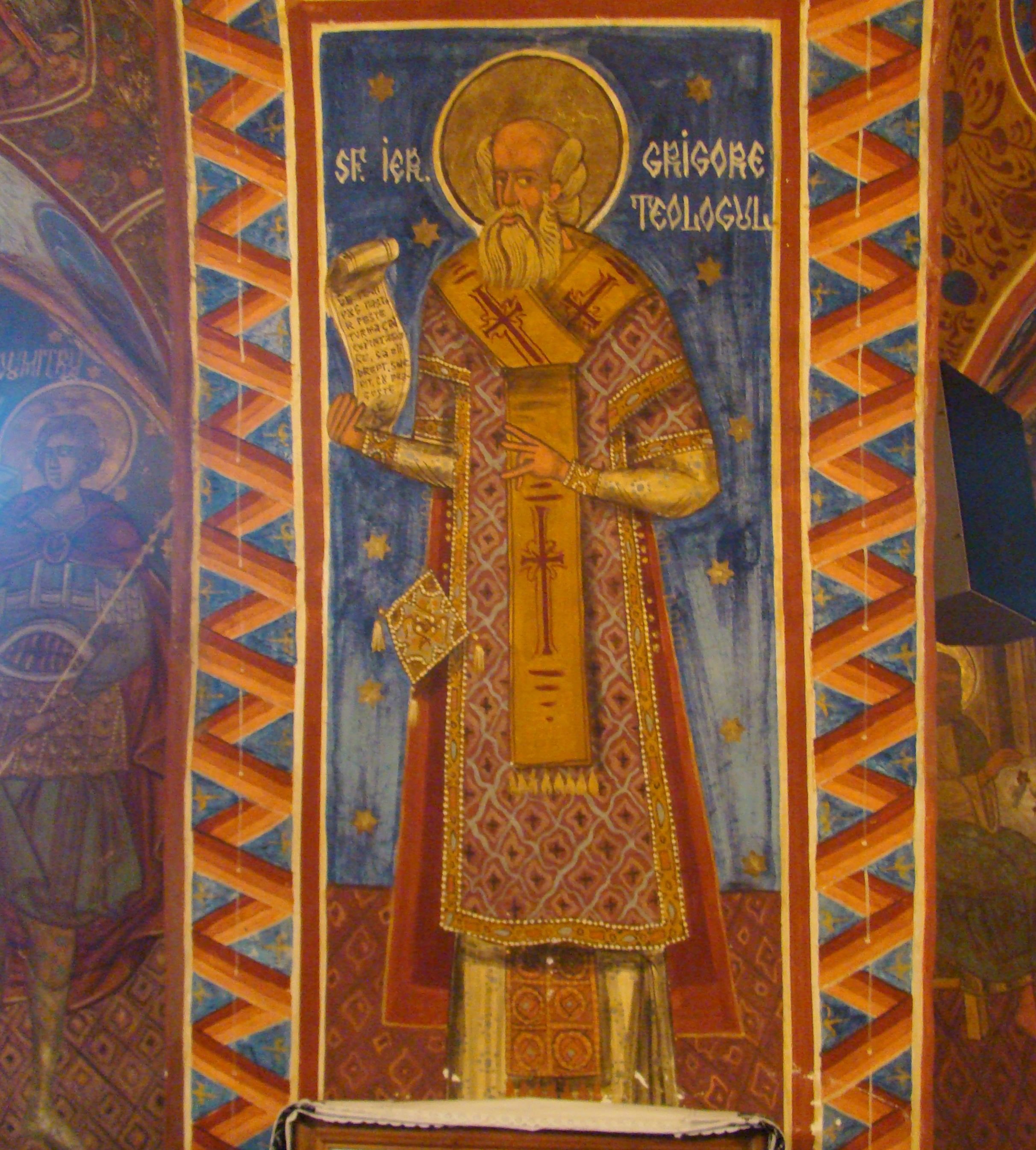
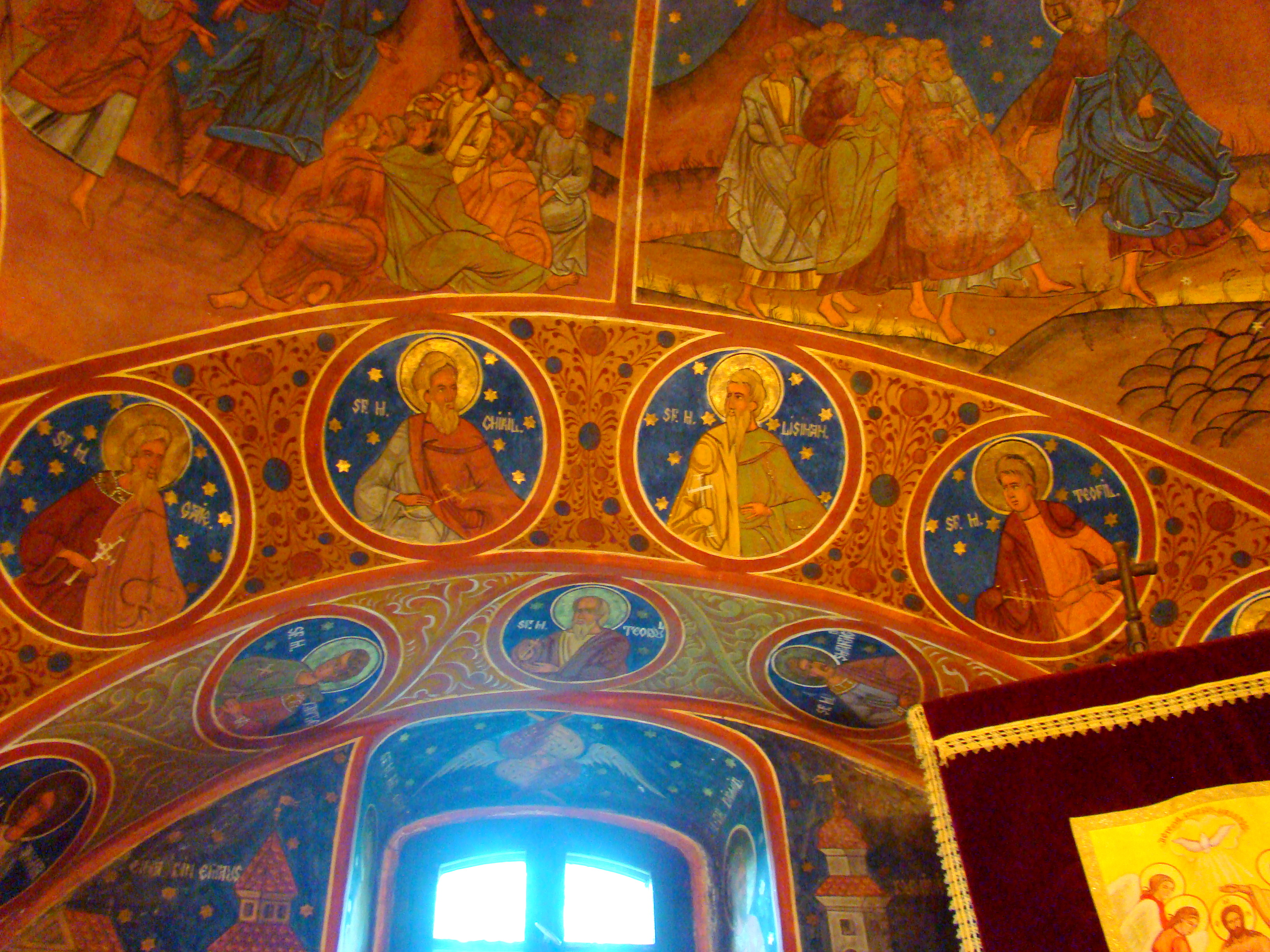
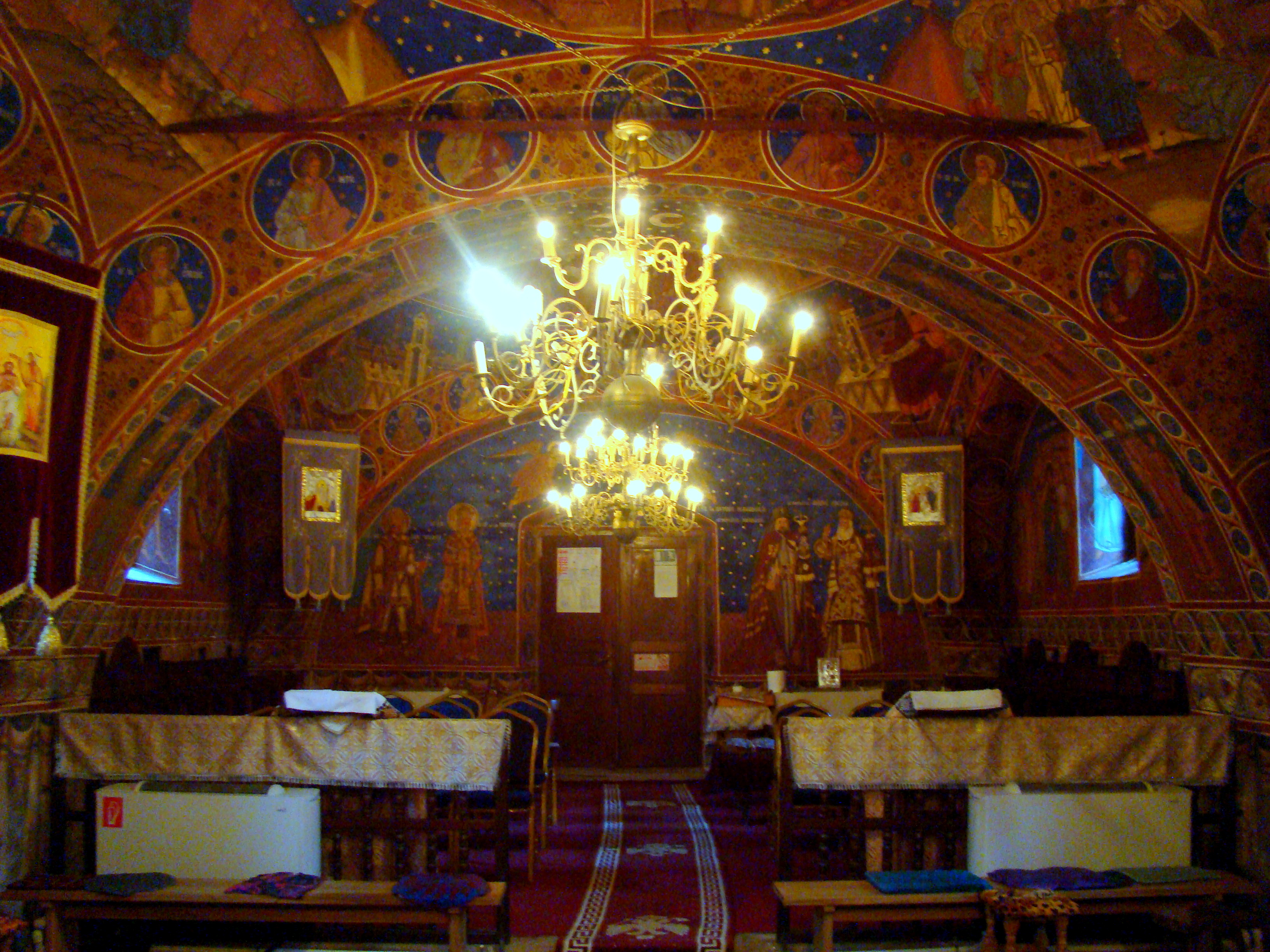
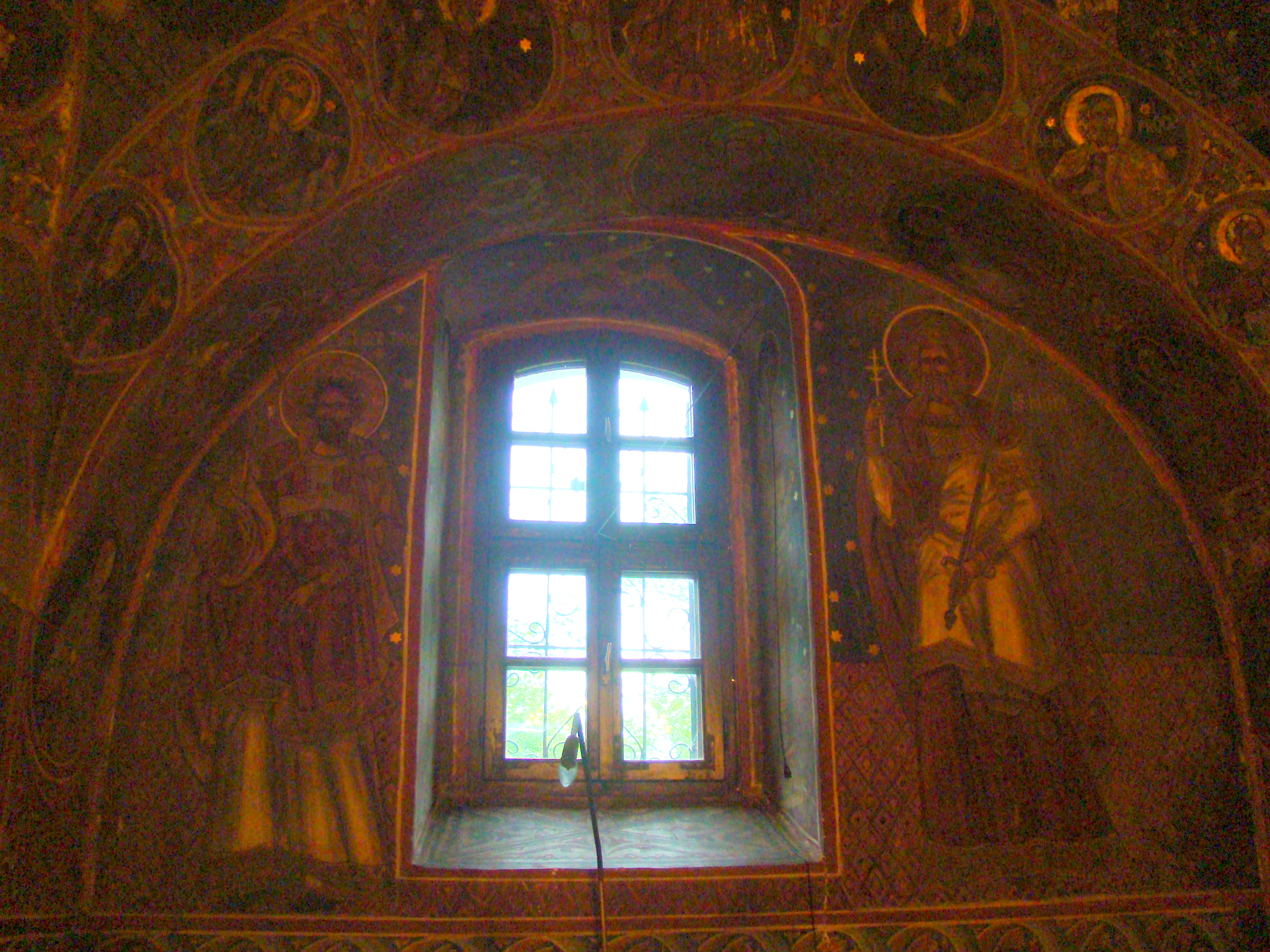
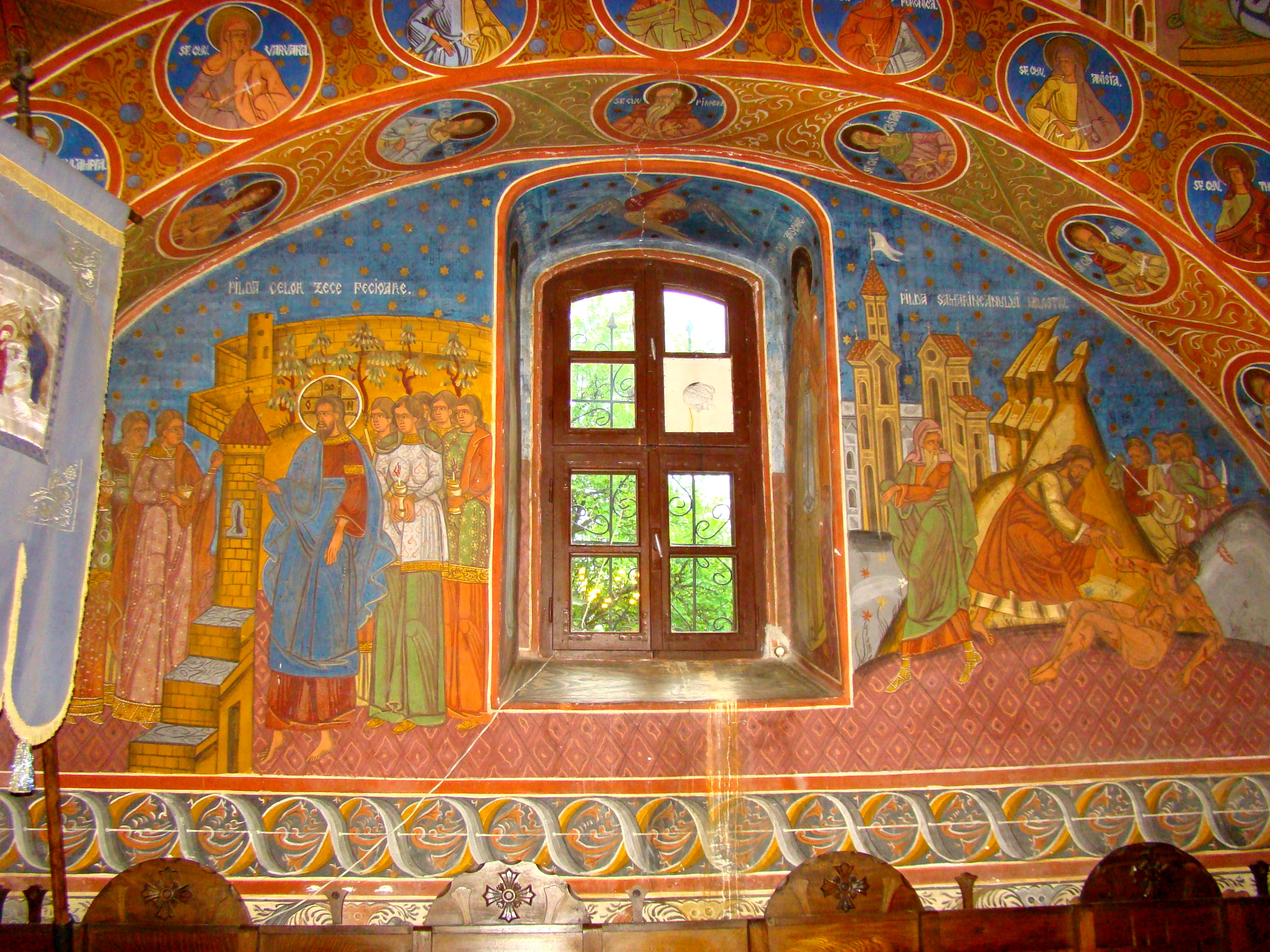
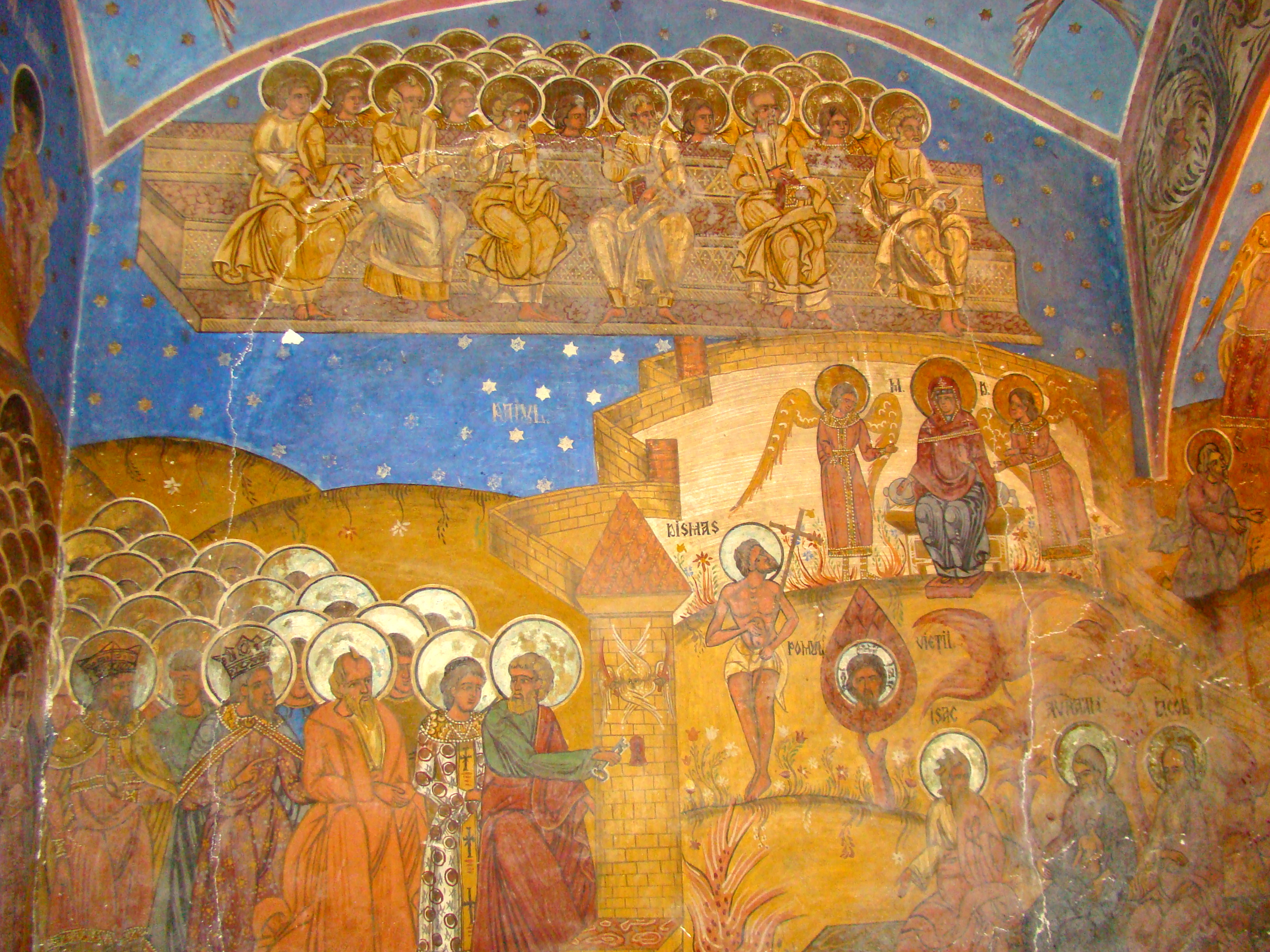
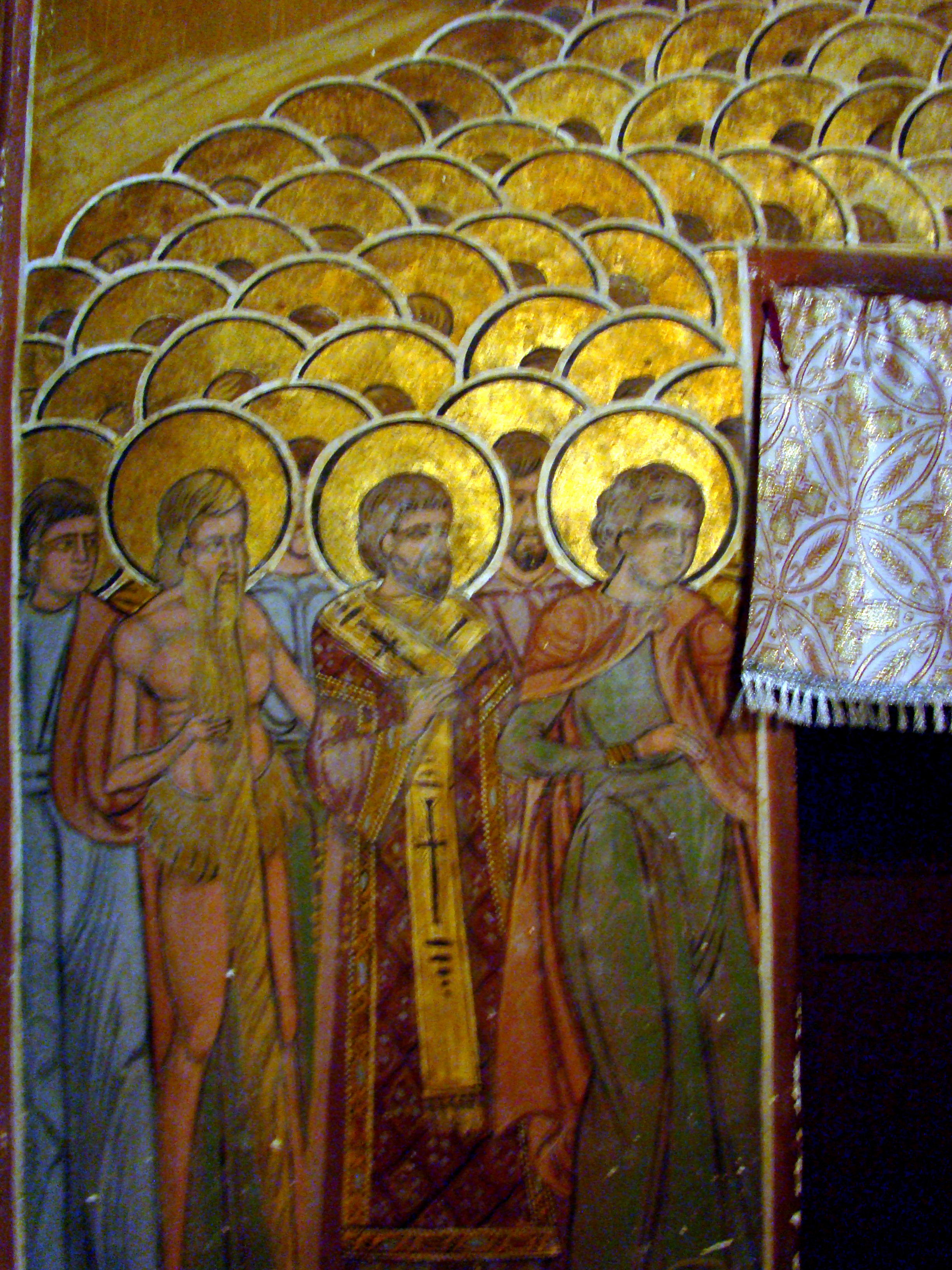
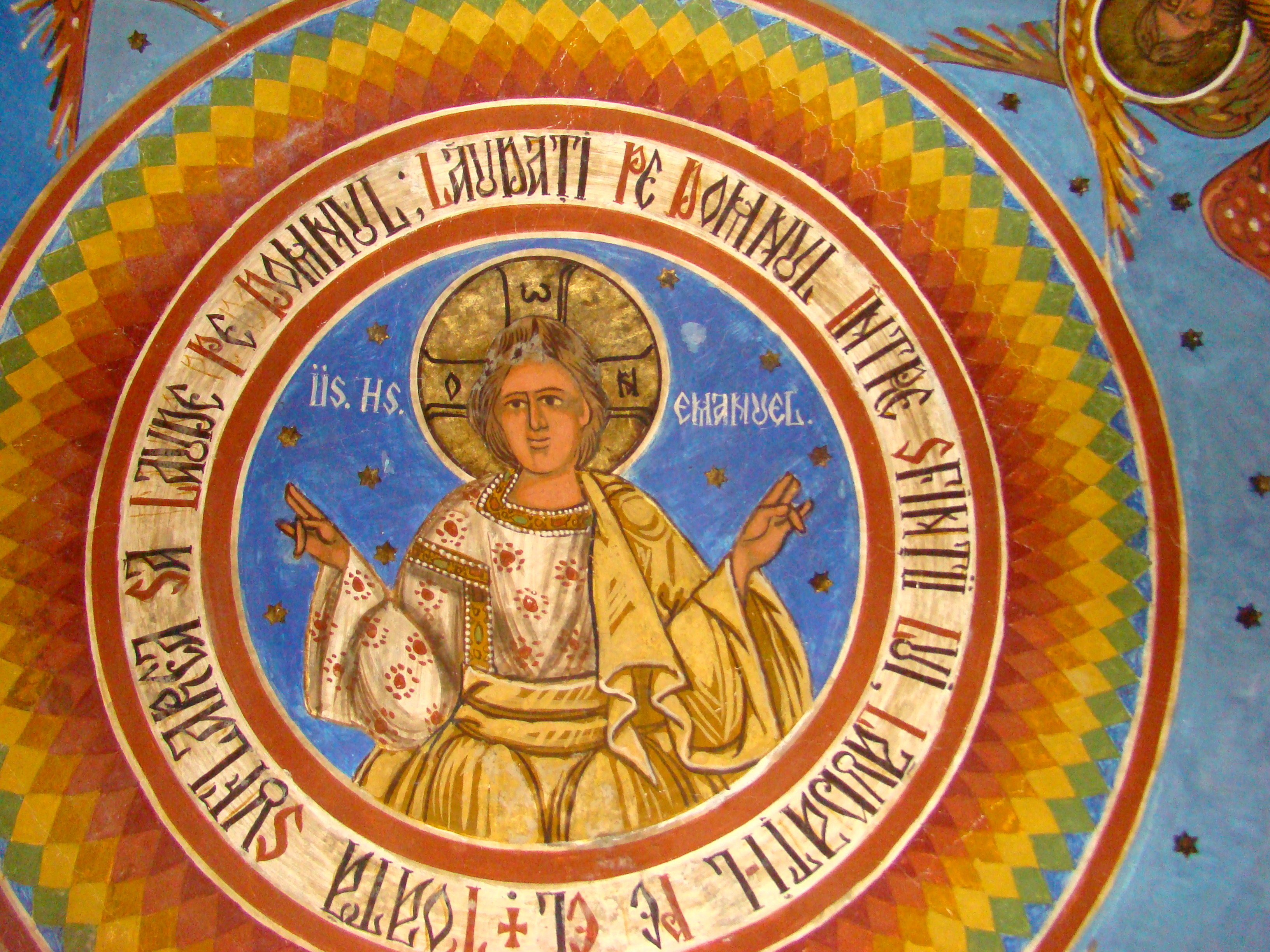
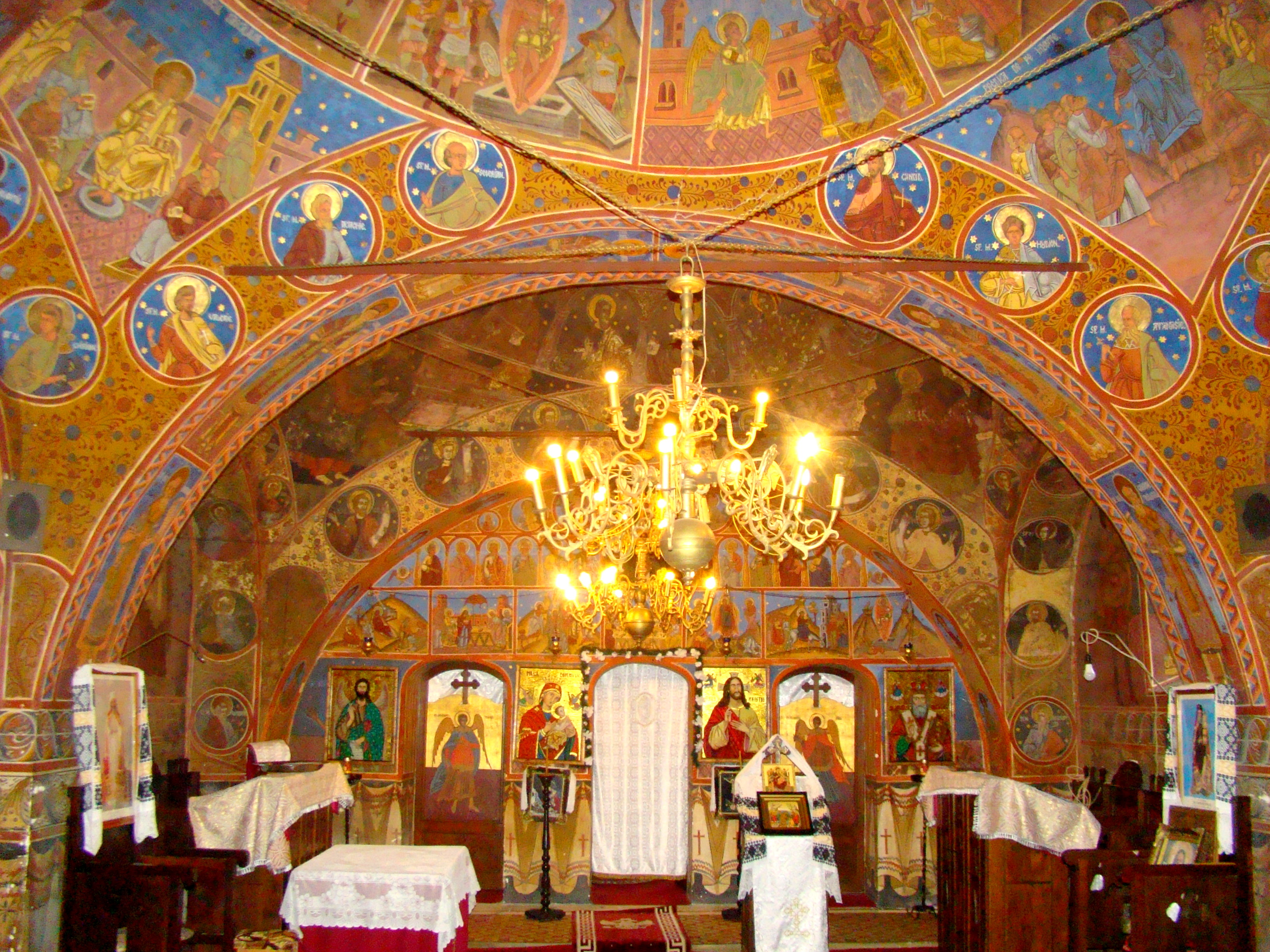

## Vezi și
- Retiș, Sibiu